# Statsbesøg
Et statsbesøg er et formelt besøg af et udenlandsk statsoverhoved hos en anden nation, på opfordring af denne nations statsoverhoved. Statsbesøg er den højeste form for diplomatisk kontakt mellem to nationer, og er præget af ceremoniel pomp og diplomatiske protokoller. I parlamentariske demokratier kan statsoverhoveder formelt udstede og acceptere invitationer. Men de gør det med samtykke fra deres regeringer, der sædvanligvis er enige om, når invitationen skal udstedes eller accepteres på forhånd.
Statsbesøg involverer nogle af eller alle af følgende komponenter:
- En velkomstceremoni, der består af en gennemsyn af militære æresvagter, parader, og afspilning af nationalsange af militærorkestre.
- En 21-kanonsalut affyret for udenlandske statsoverhoveder eller en 19-kanonsalut affyret for udenlandske regeringschefer.
- Udveksling af gaver mellem det udenlandske statsoverhoved og statsoverhovedet fra værtsnationen for statsbesøget.
- Statsmiddage, enten kjole og hvidt eller smoking, afholdt af statsoverhoved, med det udenlandske statsoverhoved som æresgæst.
- Besøg i den nationale lovgivende forsamling, ofte med en formel tale af det udenlandske statsoverhoved til den lovgivende forsamling.
- Højprofilerede besøg af udenlandske statsoverhoveder til nationale vartegn, som at lægge en krans ved et militært monument eller kirkegård.
- Kulturelle begivenheder, der fejrer forbindelserne mellem de to nationer, og som afholdes i forbindelse med statsbesøg.